# Monteagudo (Bolivia)
Monteagudo è un comune (municipio in spagnolo) della Bolivia nella provincia di Hernando Siles (dipartimento di Chuquisaca) con 29.013 abitanti (dato 2010).

## Cantoni
Il comune è suddiviso in 2 cantoni (popolazione al 2001):
- Monteagudo - 21.202 abitanti
- San Juan del Piraí - 5.302 abitanti

## Luoghi d'interesse
- Biblioteca "Giuseppe La Spada"